# Coppa Schneider

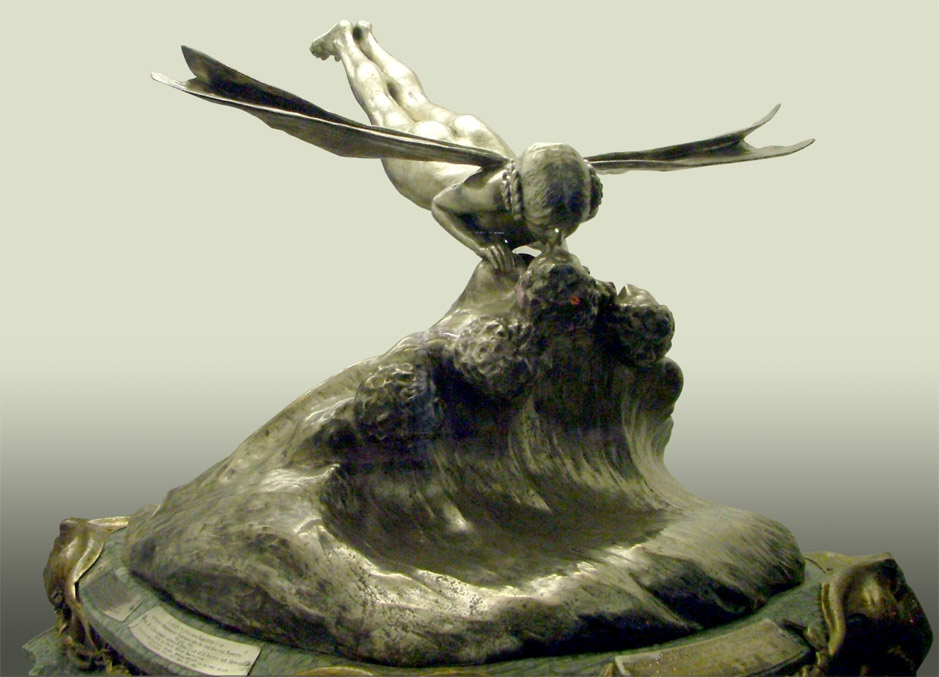
La Coppa Schneider

La Coppa Schneider fu una competizione per idrovolanti istituita nel 1911 per incoraggiare il progresso tecnologico, soprattutto in campo motoristico, nell'aviazione civile, ma divenne ben presto una gara di pura velocità su circuito triangolare inizialmente di 280 e poi di 350 km.
La prima edizione risale al 1913, ma divenne popolare soprattutto negli anni venti e i primi anni trenta: alcune corse attirarono folle di oltre 200.000 persone.

## La storia

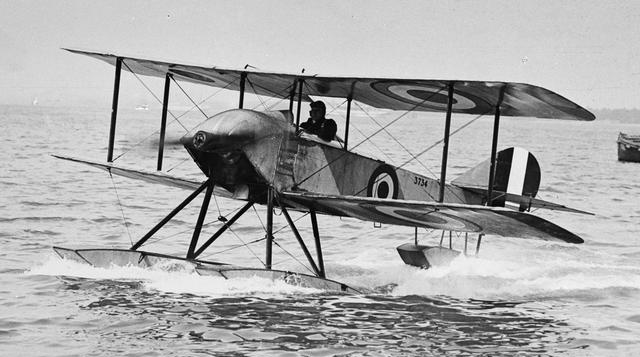
Il Sopwith Schneider pilotato da Howard Pixton che partecipò, vincendola, alla gara del 1914 a Monaco

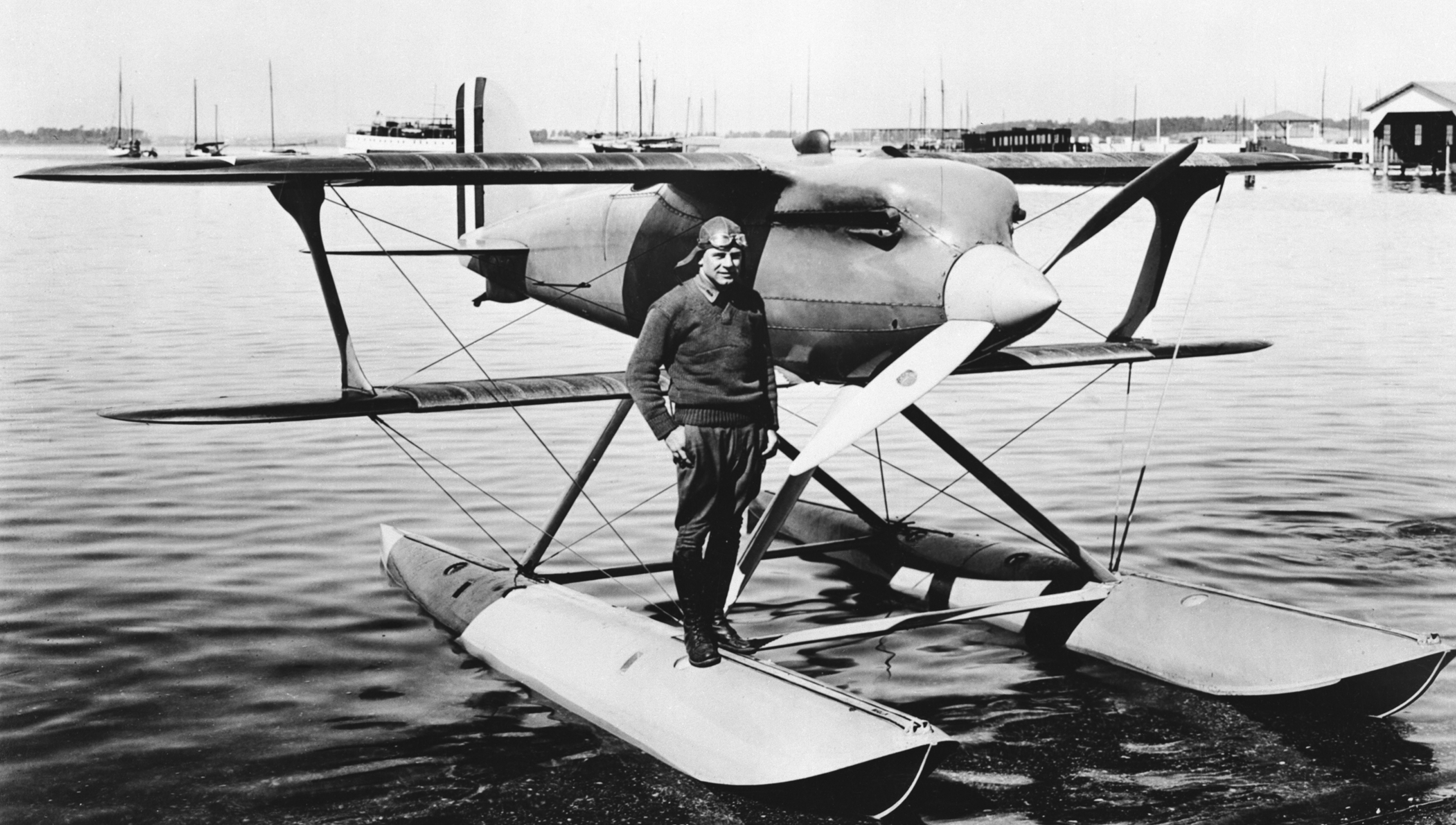
Il Curtiss R3C-2 pilotato da Jimmy Doolittle che partecipò, vincendola, all'edizione del 1925

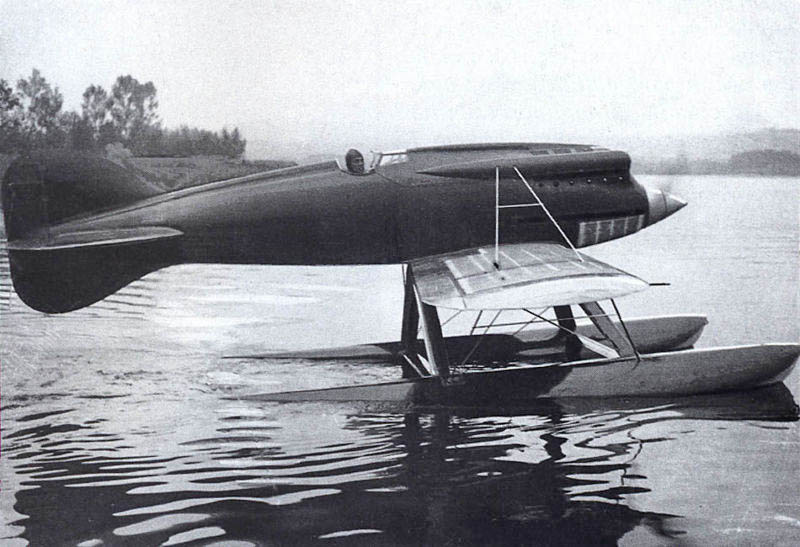
Macchi M.39 all'idroscalo dello Schiranna

Il Supermarine S.5 alla Coppa Schneider del 1927 a Venezia

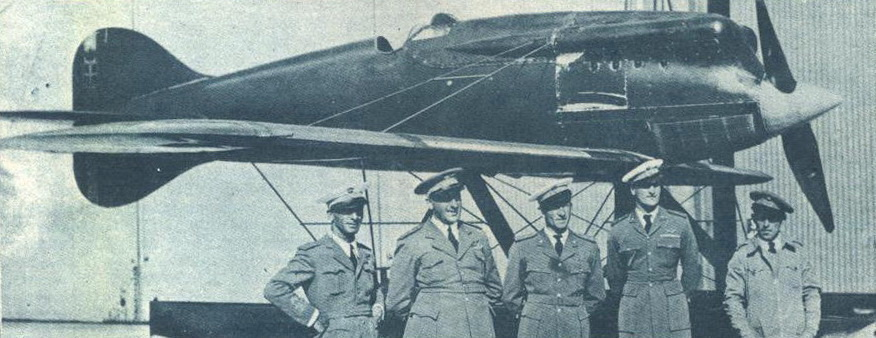
La squadra italiana selezionata per partecipare all'edizione del 1929 della Coppa Schneider schierata davanti al Macchi M.39. Da sinistra: Alberto Canaveri, Mario Bernasconi, Francesco Agello, Giovanni Monti e Remo Cadringher

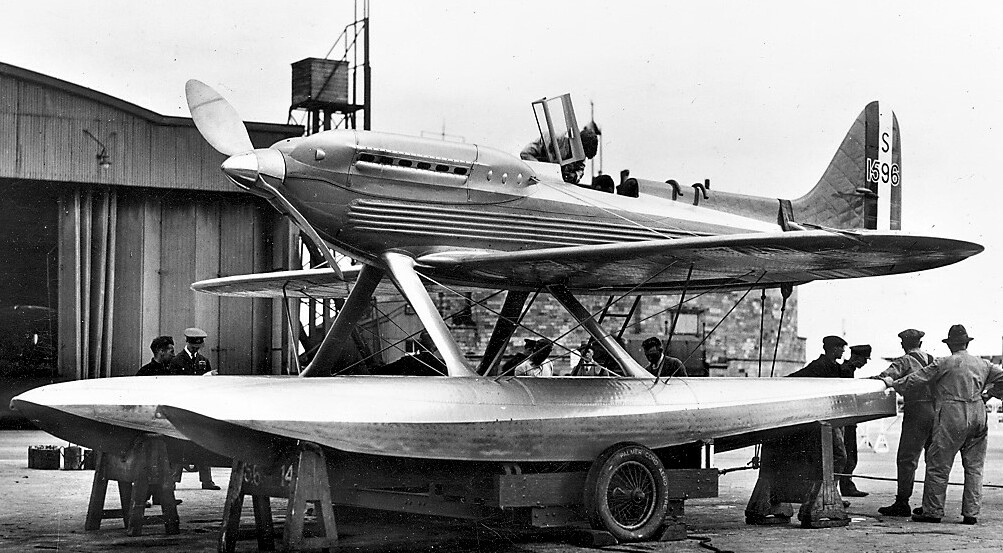
L'ultimo vincitore: il Supermarine S.6B

Il fondatore di questa gara fu Jacques Schneider, un finanziere appassionato di aerei e mongolfiere, ed offriva un premio di 1.000 sterline al vincitore. Il nome ufficiale della competizione, in francese, era Coupe d'Aviation Maritime Jacques Schneider.
Se un aeroclub avesse vinto 3 gare in 5 anni, oppure 3 gare di fila, avrebbe tenuto la coppa e il pilota vincente avrebbe ricevuto 75 000 franchi. Ogni gara era organizzata dal vincitore di quella precedente ed era supervisionata dalla Federazione Aeronautica Internazionale e dell'aeroclub organizzatore. Ogni club poteva partecipare alla gara con 3 squadre e con altrettanti sostituti. Dopo il 1921 fu aggiunta una nuova regola: l'idrovolante vincitore doveva rimanere ancorato ad una boa per 6 ore senza interventi umani.
La prima edizione del trofeo fu organizzata il 16 aprile 1913 a Monaco e fu vinta da un Deperdussin francese con una velocità media di circa 73 km/h. I britannici vinsero nel 1914 con un Sopwith Schneider ad una velocità media di 139 km/h.
Dopo la guerra, la gara fu disputata il 10 settembre 1919 a Bournemouth: fu vinta dal team italiano ma fu successivamente annullata perché a causa della nebbia, almeno stando agli osservatori di gara, il pilota siciliano Guido Iannello virò ogni volta intorno a una boa non regolamentare. A nulla servirono gli energici ricorsi italiani — che contestavano soprattutto le carenze organizzative dei giudici di gara, effettivamente impossibilitati a verificare la veridicità delle loro affermazioni per via del cattivo tempo — alla F.A.I. ed il trofeo fu annullato.
La gara venne quindi rinviata l'anno successivo, il 21 settembre 1920, a Venezia sulle acque antistanti la spiaggia del Lido: vinsero gli italiani che praticamente erano gli unici partecipanti a causa di ritardi nella realizzazione delle macchine dei concorrenti. Il 7 agosto 1921, sempre a Venezia, ci fu un'altra vittoria italiana: nella competizione ci furono soltanto tre macchine italiane perché l'unico aereo straniero, un Nieuport, si danneggiò nel corso delle prove.
Alla gara del 12 agosto 1922 a Napoli parteciparono francesi, italiani e inglesi: vinsero questi ultimi. Nella gara svoltasi a Cowes, Inghilterra, il 27 e 28 settembre 1923, la vittoria passò in mano statunitense, che con il Curtiss CR-3 progettato da Glenn Curtiss e affidato alla guida di David Rittenhouse, vinsero grazie alle prestazioni di un nuovo e tecnologicamente innovativo motore con raffreddamento a liquido, il Curtiss D-12.
Nel 1924 la gara fu sportivamente annullata dagli statunitensi perché nessuno degli avversari era stato in grado di completare le macchine in tempo. Il 26 ottobre 1925, nell'edizione disputata nella baia di Chesapeake, gli statunitensi ottennero una sonora vittoria ai danni degli inglesi e degli italiani grazie alla loro formidabile idrocorsa, un Curtiss R2C-2, ed al loro pilota fuoriclasse, Jimmy Doolittle.
Nell'edizione disputata il 12 e 13 novembre 1926 la vittoria tornò in mani italiane grazie alla prestazione (velocità media di 394 km/h) del Macchi M.39, pilotato dal Magg. Mario de Bernardi, che con le sue grandi caratteristiche aerodinamiche divenne il capostipite di tutta una serie di idrocorsa (anche inglesi) che ne avrebbero ripreso le caratteristiche.
Per l'edizione del 1927, disputata il 26 settembre a Venezia, gli inglesi disponevano sia di finanziamenti statali sia di esperti piloti della RAF; sbaragliarono la concorrenza con il loro Supermarine S.5 che si piazzò sia al primo che al secondo posto. I Macchi M.52 italiani, favoriti — in particolare si dava per favorito il pilota Arturo Ferrarin — invece non riusciranno a raggiungere il traguardo per via di problemi ai motori: Mario De Bernardi, in ogni modo, riuscirà a battere il record mondiale di velocità raggiungendo i 479,290 km/h. Le velocità medie dei velivoli inglesi furono di 453,25 e 439,41 km/h. Questa edizione fu l'ultima annuale: fu infatti deciso di svolgere le gare ogni due anni per permettere ai concorrenti di avere più tempo per la preparazione delle macchine.
Il 6 e 7 settembre 1929 l'aereo della Supermarine vinse ancora, grazie anche al nuovo motore Rolls-Royce montato sul modello S.6 che gli permise di raggiungere una velocità media di 526 km/h. Gli italiani disputarono un'ottima gara, piazzandosi secondi con il Macchi M.52R di Tommaso Dal Molin — che sconfisse il Supermarine S.5, suo avversario tecnologico diretto —  ma persero per due fattori: in primis, la macchina destinata alla competizione (Macchi M.67) non fu pronta in tempo per la corsa a causa di ritardi nella messa a punto e del grave incidente che condusse alla morte del capitano Giuseppe Motta — fu chiesto agli inglesi di rinviare la gara per consentire una migliore preparazione della squadra italiana, ma la richiesta fu respinta — e, durante la gara, i velivoli più moderni non riuscirono a concludere la gara per problemi ai motori. In secondo luogo, l'unico aeroplano ben collaudato a disposizione era l'M.52R, derivato di un idrocorsa utilizzato nell'edizione precedente della coppa e di gran lunga meno performante della concorrenza. In ogni modo, come ebbe a dire Sadi Joseph Lecointe, Dal Molin fu il migliore pilota della corsa, ma la macchina troppo lenta non gli consentì di battere gli avversari inglesi.
Nel 1931 il governo inglese ritirò i finanziamenti, ma una donazione privata di un milione di sterline da parte di Lady Lucy Houston permise al Supermarine di partecipare e vincere la gara; gli unici concorrenti erano però aerei inglesi, dato che gli italiani, i francesi e i tedeschi non riuscirono a preparare le loro macchine in tempo. La gara si ridusse quindi a una lotta contro il tempo, ma comunque gli inglesi conquistarono il nuovo record mondiale di velocità con 606 km/h. L'ultima edizione del trofeo richiamò circa mezzo milione di persone sulle spiagge inglesi.
Con tre vittorie di seguito, la coppa Schneider il 13 settembre 1931 finì definitivamente in Gran Bretagna.
Nei giorni successivi, il vincitore Supermarine S.6B conquistò per altre due volte il record di velocità da lui stesso realizzato.
Lo sviluppo degli aerei che non parteciparono all'ultima edizione continuò lo stesso: l'italiano Macchi-Castoldi M.C.72, che non partecipò a causa di problemi al motore, il 23 ottobre 1934 sul lago di Garda, conquistò il record mondiale di velocità portandolo a 709,202 km/h: questo record è ancora oggi imbattuto per gli aerei di quella classe (idrovolanti con motore alternativo).
La coppa è conservata, insieme all'aereo vincitore, al "Museo della Scienza" di Londra.

## Il contributo della coppa nel mondo dell'aviazione

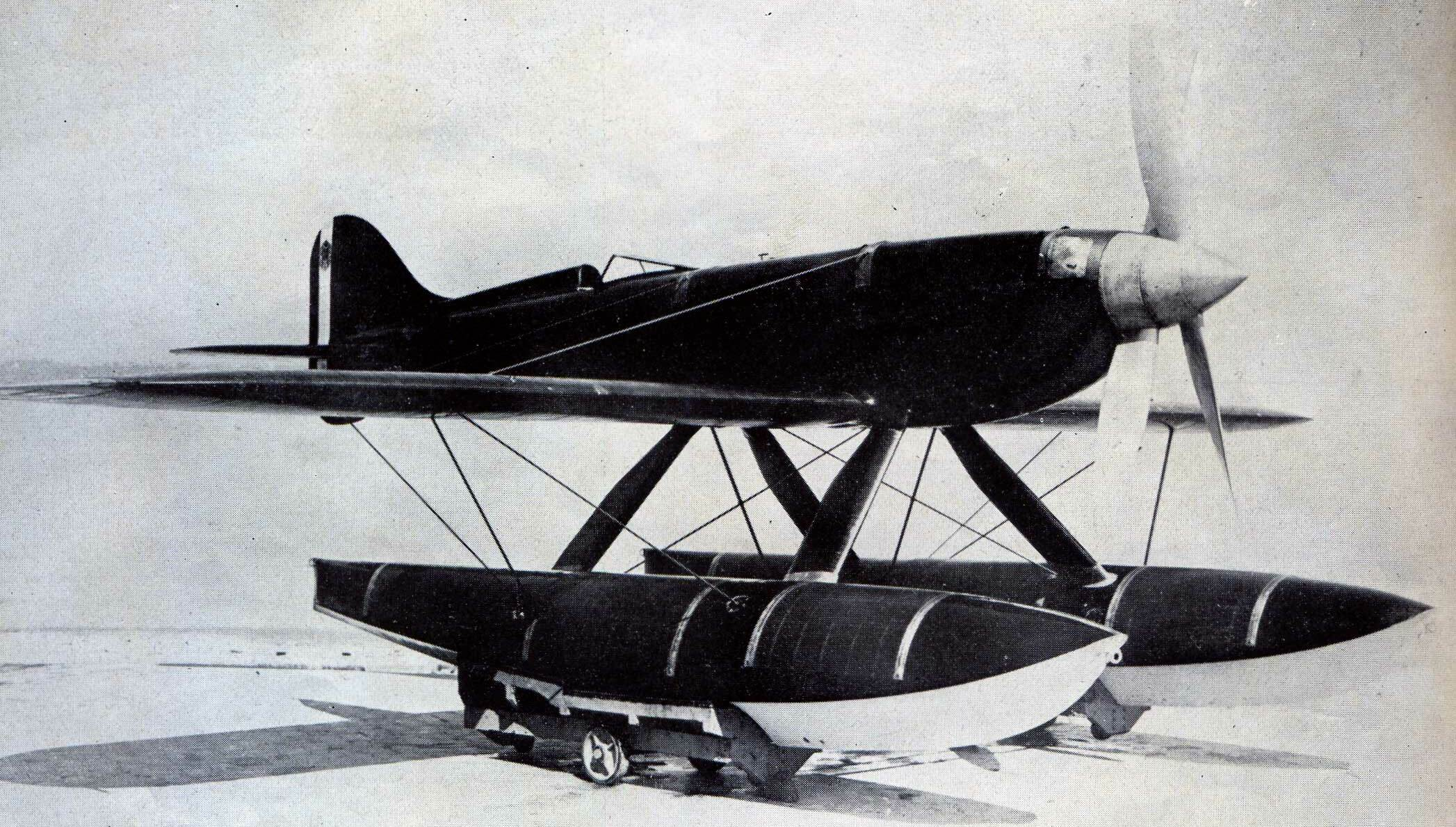
Il Macchi-Castoldi M.C.72 conservato presso il museo storico dell'Aeronautica Militare di Vigna di Valle

La gara ha permesso numerosi passi avanti nelle nuove tecnologie utilizzate per gli aerei, specialmente per quelle che riguardano il campo dell'aerodinamica e dei motori: i risultati vennero applicati nella costruzione di quelli che poi diverranno gli aerei migliori della seconda guerra mondiale. Ad esempio i motori raffreddati a liquido e le fusoliere con linee aerodinamiche pulite e a bassa resistenza erano pionieristici ai tempi della coppa, ma divennero elementi irrinunciabili in caccia come il Supermarine Spitfire, il P-51 Mustang e il Macchi M.C.202.
Reginald Joseph Mitchell, il progettista dell'aereo che vinse le ultime tre edizioni della coppa, è anche il padre dello Spitfire, uno dei caccia più famosi (e temibili) di tutta la guerra: le esperienze che aveva acquisito nella costruzione degli idrocorsa le trasferì tutte nella progettazione della sua opera più famosa. Non è difficile notare una somiglianza tra l'idrocorsa S.6b e lo Spitfire, a partire dalle ali ellittiche ai piani di coda.
Anche il famoso motore della seconda guerra mondiale Rolls-Royce Merlin è un derivato del motore degli aerei delle ultime due edizioni della coppa.
James Doolittle, il vincitore dell'edizione del 1925, sarebbe diventato uno degli aviatori più famosi: fu il primo ad effettuare un loop completo a g negative e il primo ad eseguire un perfetto volo strumentale con visibilità zero. Condusse anche il famoso Doolittle Raid, un raid di bombardamento su Tokyo nell'aprile del 1942 organizzato come rappresaglia per l'attacco subìto dagli americani a Pearl Harbor il 7 dicembre 1941.